# 2010年納戈爾諾-卡拉巴赫衝突
2010年納戈爾諾-卡拉巴赫衝突（英語：2010 Nagorno-Karabakh clashes），是2月18日於亞塞拜然與阿爾察赫亞美尼亞武裝部隊接觸線上的一系列軍事衝突，亞塞拜然指控亞美尼亞軍隊使用狙擊手在內的小型武器向其位於Tap Qaraqoyunlu、Qızıloba、Qapanlı、Yusifcanlı、Cavahirli村附近的營地及阿格達姆區的高地開火，造成3名亞塞拜然士兵死亡、1名受傷。
此次衝突成為成為自1994年《比斯凱克停火協議》簽署以來違反停火協議第二嚴重的事件，僅次於2008年的馬爾達凱特衝突。

## 經過
衝突涉及納戈爾諾-卡拉巴赫兩個地區（戈蘭博伊區和泰爾泰爾區）及該地以外的阿格達姆區。亞塞拜然消息人士表示，2010年2月18日當地時間13時，阿爾察赫亞美尼亞部隊於塔利什使用機槍和衝鋒槍朝亞塞拜然駐紮在Tap Qaraqoyunlu村的營地開火，並相繼於Qızıloba、Qapanlı、Yusifcanlı、Cavahirli村採取行動。亞美尼亞部隊隨後於15時從阿格達姆區展開攻勢，造成1名亞塞拜然士兵死亡。雙方不久從槍戰演變為大規模交火，並持續至當日傍晚。亞塞拜然方宣稱，阿爾察赫亞美尼亞部隊在損失慘重後撤退。

## 傷亡
衝突發生後，亞塞拜然國防部公布傷亡名單：二等兵薩希爾·馬梅多夫（Sahil Mammadov，1991年4月10日生，2009年4月被徵招）、下士羅伊爾·法拉喬夫（Royal Farajov，1991年3月8日生，2009年4月被徵招）、二等兵達烏德·魯斯塔莫夫（Davud Rustamov，1990年12月10日生，2009年1月被徵招）死亡；二等兵艾爾文·阿迪戈扎洛夫（Elvin Adigozalov，1990年12月10日生，2009年1月被徵招）受傷。
亞塞拜然國防部估計亞美尼亞方的傷亡人數「不低於我方（亞塞拜然）」，但亞美尼亞軍方發言人塞諾爾·哈斯拉蒂安（Senor Hasratian）則否認有任何傷亡及違反1994年簽署的《比斯凱克停火協議》。

## 國際反應
2010年2月19日，伊朗駐亞美尼亞大使賽義德·阿里·薩蓋延（Seyed Ali Saghaeyan）於葉里溫的記者會上表示：「伊朗與卡拉巴赫接壤，因此我們對可能部署於衝突地區的維和部隊組成，必然有自己的考量和看法」，並稱德黑蘭當局對納戈爾諾-卡拉巴赫衝突的立場是「促進和平」，惟並未進一步說明與卡拉巴赫「接壤」的具體含義。